# Jean Parker Shepherd

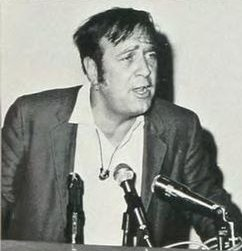
Jean Parker Shepherd, 1969

Jean Parker Shepherd junior (* 26. Juli 1921 in Chicago, USA; † 16. Oktober 1999 in Sanibel Island, USA) war ein US-amerikanischer Erzähler, Autor, Moderator und Discjockey, der unter anderem für seine humoristischen Betrachtungen der amerikanischen Gesellschaft der 1940er und 1950er Jahre bekannt ist. Viele seiner Kurzgeschichten weisen autobiografische Züge auf. Shepherds Geschichten wurden teilweise verfilmt oder für Radiosendungen verwendet.

## Leben
Shepherd wurde in Chicago als älterer von zwei Söhnen geboren und wuchs in Hammond (Indiana) auf. Nach dem Abschluss der Schule arbeitete er in den Stahlwerken von Hammond. Bereits als Jugendlicher las er im Radio lokale Sportergebnisse vor und kommentierte diese. Shepherd begann ein Studium der Ingenieurwissenschaften an der Indiana University Bloomington. Während des Zweiten Weltkriegs diente er als Fernmeldetechniker in der US-Armee.
Shepherd war dreimal verheiratet. Aus erster Ehe (1957 geschieden) mit Joan Laverne Warner gingen ein Sohn und eine Tochter hervor. Sein Verhältnis zu den Kindern wird als „entfremdet“ beschrieben. 1961 heiratete er die Schauspielerin Lois Nettleton, von der er sich sechs Jahre später trennte. Seine dritte Ehefrau Leigh Brown war gleichzeitig seine Produzentin und Agentin. Sie starb 1998. Shepherds Leiche wurde verbrannt und die Asche im Atlantik verstreut.

## Karriere
Nach Kriegsende arbeitete Shepherd als Moderator für verschiedene Radiosender. 1960 wurde er fester Moderator des Radiosenders WOR (AM) in New York City. Er trug Kurzgeschichten und Anekdoten aus seiner Jugend sowie selbstgeschriebene alberne Lieder vor, begleitete abgespielte Schallplatten parodierend mit dem Kazoo, der Nasenflöte und seinem Gesang, ferner moderierte er Livemusikübertragungen aus dem The Limelight in New York. Er war bekannt für seinen ausgeprägten Midwest-Tonfall, seine saloppe Sprache und seine freie Moderation ohne Skript und Vorlage. Mit zunehmender Popularität erhielt er seine eigene Radioshow bei WOR, die er von ca. 1955 bis 1977 moderierte. Daneben war er Sprecher für Figuren aus der „Sesamstraße.“ 1955 forderte er seine Hörer in seiner populären nächtlichen Radioshow „The Night People“ dazu auf, in Buchhandlungen nach dem von ihm erdachten Buch „I, Libertine“ zu fragen, für das er auch eine Rahmenhandlung erfunden hatte. Dies führte dazu, dass aufgrund der überraschenden Nachfrage das nicht existente Buch auf Bestsellerlisten auftauchte und schließlich tatsächlich geschrieben und veröffentlicht wurde.
Geschichten von Shepherd erschienen in Magazinen wie Playboy, Town and Country und The Village Voice.
Auf der Grundlage seiner Geschichten entstanden die Filme Das Gespenst im Hochofen (1976, Orig.: The Phantom Of The Open Hearth), Fröhliche Weihnachten (1983, Orig.: A Christmas Story), Vorsicht Nachbarn (1994, Orig.: It Runs in the Family, Alternativtitel: My Summer Story), A Christmas Story 2 (2012) sowie weitere in Europa weniger bekannte Kurzfilme, die allesamt absurde Situationen aus dem Alltagsleben der kleinen Leute in Amerika schildern.

## Bücher
- I, Libertine, mit Theodore Sturgeon u. Betty Ballantine als „Frederick R. Ewing“, Ballantine Books, 1956 (bei Google Books)
- In God We Trust: All Others Pay Cash, Doubleday, 1966, ISBN 9780385021746
- Wanda Hickey's Night of Golden Memories: And Other Disasters, Dell, 1974, ISBN 9780385116329
- A Fistful of Fig Newtons, Doubleday, 1981

## Rezeption
Marshall McLuhan bezeichnete Shepherds Radioshow als „neues Medium für eine neue Art Roman, den er jede Nacht schreibt.“ Shepherd hatte eine große Fangemeinde, erhielt jedoch auch Hunderte von wütenden Briefen, oft mehrere am Tag. Dreimal wurde er tätlich angegriffen. Der US-amerikanische Komiker Jerry Seinfeld wurde nach eigenen Angaben von Shepherds Methode geprägt, „etwas Kleines zu nehmen und es groß zu machen.“ Seinfelds dritter Sohn trägt den Namen Shepherd.

„Jean Shepherd, with stories real and made up, with opinions that were cutting and singular, and with talent that transcended the medium that spawned him, was simply singular.

Jean Shpeherd war, mit wahren und erfundenen Geschichten, mit beißenden und einzigartigen Meinungen, und mit einem Talent, das weit über das Medium hinausging, das ihn hervorbrachte, einfach einzigartig.“

„He would talk about whatever came to mind, and those tales often celebrated the hopelessness and haplessness of the human race and the total absurdity of life on Earth.

Er redete über alles, was ihm in den Sinn kam, und häufig feierten diese Geschichten die Hoffnungslosigkeit und Unglückseligkeit der menschlichen Rasse und die totale Absurdität irdischen Lebens.“

Donald Fagen gab 2008 an, in seiner Jugend regelmäßiger Hörer von Shepherds nächtlichen Radiosendungen gewesen zu sein.

## Ehrungen
2005 wurde Shepherd postum in die Radio Hall of Fame aufgenommen.  In seiner Heimatstadt Hammond trägt ein Sport- und Kulturzentrum seinen Namen.

## Trivia
In Shepherds Geschichten tauchen verschiedene Charaktere konstant auf, besonders Charlie Parker, bei dem es sich mutmaßlich um Shepherd selbst handelt, „der alte Herr“ (Charlies bzw. Shepherds Vater), die vermutlich real existenten Freunde Flick und Schwartz. Als Ort der Handlung wird meistens die fiktive Stadt „Hohman“ (vgl. Shepherds Heimatstadt Hammond) genannt.